# Лиляна Албанска
Лиляна Атанасова Албанска е българска филоложка, библиотекарка и просветна деятелка от Македония.

## Биография
Лиляна Албанска е родена в 1917 година в освободения по време на Първата световна война от Българската армия Скопие в семейството на Атанас Албански. Албанска завършва гимназия в София в 1936 година, а в 1940 година завършва славянска филология в Софийския университет. Работи като учителка в гимназия в София в 1941 година. По време на българското управление във Вардарска Македония през Втората световна война, в периода 1942 - 1944 година е библиотекарка в новооснованата Народна библиотека в Скопие. Започва работа в Народната библиотека в София в 1945 година, където работи до края на живота си. От 1965 до 1977 година ръководи Научна секция по библиотекознание. Албанска има изключителен принос към развитието на библиотечното дело в България. Особено ценен принос има към развитието на библиотеките и практиката на каталогизацията и организацията на библиотечните фондове в България. Албанска поставя основите и развива широка дейност в организацията на сводните каталози за чуждестранна литература в България и междубиблиотечното книгозаемане. Лиляна Албанска е организатор и редактор на превода и издаването на български език на „Библиотечно-библиографска класификация“ в 30 тома.